# Convenção Anglo-Francesa de 1882
A Convenção Anglo-Francesa de 1882 foi assinada em 28 de junho de 1882 entre a Grã-Bretanha e a França. Confirmou as fronteiras territoriais entre a Guiné e Serra Leoa em torno de Conacri e Freetown. No entanto, nunca foi totalmente ratificado pela Câmara dos Deputados francesa, embora tenha sido oficialmente reconhecido pelo Ministério dos Negócios Estrangeiros britânico.